# Костни риби
Костните риби (Osteichthyes) са надклас риби, включващ класовете Двойнодишащи, Лъчеперки (Actinopterygii) и Ръкоперки (Sarcopterygii). Имат голямо стопанско значение, главно като храна (около 98% от риболова). Много от видовете, особено морските представители, имат значение като риболовни обекти.

## Разпространение
Този клас обединяват повечето от живеещите днес риби. Те населяват както моретата, така и сладките води.

## Класове
Съществуват над 22 000 вида (около 90% от рибите) костни риби. В България са известни над 177 вида.
Костни риби (Osteichthyes)
- Лъчеперки (Actinopterygii)
- Ръкоперки (Sarcopterygii)

## Описание
Формата на тялото им може да бъде вретеновидна, змиевидна и гръбно-коремно сплескана с дължина от 0,8 cm до 5 m.
Костните риби имат частично или изцяло костен скелет в зависимост от местообитанието и начина им на живот. Люспите им са тънки, подредени керемидообразно. Притежават хрилни капачета.
В гръбната част на телесната кухина е разположен плавателен мехур, който изпълнява двигателна функция. Мехурът е изпълнен с газ и при промяна на неговото количество рибите се потапят на различна дълбочина.

## Размножаване
Костните риби са разделно полови. Оплождането е външно. Многобройните хайверни зърна се развиват във водата. Рядко са яйцеживородни.